# Пејн Филд-Лејк Стикни (Вашингтон)
Пејн Филд-Лејк Стикни (енгл. Paine Field-Lake Stickney) град је у америчкој савезној држави Вашингтон.

## Демографија
По попису из 2000. године број становника је 24.383.
| Група             | 2000.          | 2010.    |
| Белци             | 18.255 (74,9%) | 0 (0,0%) |
| Афроамериканци    | 955 (3,9%)     | 0 (0,0%) |
| Азијати           | 1.796 (7,4%)   | 0 (0,0%) |
| Хиспаноамериканци | 2.065 (8,5%)   | 0 (0,0%) |
| Укупно            | 24.383         | 0        |